# Lew Bierdiczewski
Lew Siergiejewicz Bierdiczewski, ros. Лев Сергеевич Бердичевский (ur. 5 listopada 1965 w Permie) – rosyjski hokeista, trener.

## Kariera zawodnicza
- Mołot Perm (1983-1985)
- SKA Swierdłowsk (1985-1987)
- Mołot Perm (1986-1989)
- Awtomobilist Swierdłowsk (1988/1989)
- Chimik Woskriesiensk (1989-1993)
- Adirondack Red Wings (1993-1995)
- Roanoke Express (1993/1994)
- Toledo Storm (1994/1995)
- Spartak Moskwa (1995/1996)
- Chimik Woskriesiensk (1996)
- HC Energie Karlowe Wary (1997)
- Dinamo Moskwa (1997-2000)
- Krylja Sowietow Moskwa (2000-2001)
- Witiaź Podolsk (2001-2002)
- Mołot-Prikamje Perm (2002)
- Sibir Nowosybirsk (2002-2004)
- Chimik Woskriesiensk (2004/2005)
- Junost' Mińsk (2004/2005)

Wychowanek Mołota Perm. W trakcie kariery grał w lidze radzieckiej oraz rosyjskiej. od 1993 do 1995 przez dwa sezony przebywał w Stanach Zjednoczonych i grał w ligach AHL oraz ECHL. W tym okresie tj. w sezonach 1994 i 1995 był zawodnikiem drużyny hokeja na rolkach, San Diego Barracudas. Po powrocie do Rosji nadal występował w zespołach rosyjskich, a ponadto epizodycznie grał także w lidze czeskiej i białoruskiej.

## Kariera trenerska
- HK MWD Bałaszycha (2012-2013), asystent trenera
- Atłanty Mytiszczi (2013-2014), asystent trenera
- Junior Kurgan (2014-2016), główny trener
- Russkie Witiazi Czechow (2016-2018), główny trener
- Chicago Blackhawks (2018), skaut
- SKA-Wariagi (2018-2019), główny trener
- SKA-1946 Sankt Petersburg (2019-2021), główny trener
- Tołpar Ufa (2021-2022), główny trener
- Sibirskie Snajpiery Nowosybirsk (2022-), główny trener

Jako trener pracował w klubach z rozgrywek juniorskich MHL i MHL-B. W sezonie MHL (2014/2015) był głównym trenerem Juniora Kurgan, a w kolejnym prowadził ten zespół z MHL-B. Następnie, od 2016 przez dwa sezony szkolił Russkie Witiazi Czechow w MHL. W następnej edycji MHL (2018/2019) był trenerem nowej drużyny ligowej, SKA-Wariagi, od października 2018. Od marca 2019 przez dwa sezony był głównym trenerem SKA-1946 Sankt Petersburg. W 2021 został mianowany na analogiczne stanowisko w Tołparze Ufa. W marcu 2022 odszedł ze stanowiska. W czerwcu 2022 został szkoleniowcem drużyny Sibirskich Snajpierów Nowosybirsk.

## Osiągnięcia
Zawodnicze klubowe
- Brązowy medal mistrzostw ZSRR: 1990 z Chimikiem Woskriesiensk
- F.G. „Teddy” Oke Trophy: 1994 z Adirondack Red Wings
- Finał Europejskiej Hokejowej Ligi: 1997, 1998, 1999 z Dinamem Moskwa
- Brązowy medal mistrzostw Rosji: 1999 z Dinamem Moskwa
- Złoty medal mistrzostw Rosji: 2000 z Dinamem Moskwa

Trenerskie klubowe
- Złoty medal MHL /  Puchar Charłamowa: 2020 ze SKA-1946 Sankt Petersburg